# Долой стыд (общество)
Общество «Долой стыд!» — движение радикальных нудистов в СССР, действовавшее в 1924—1925 годах. Существовало главным образом в Москве, хотя имеются сведения об акциях общества в других городах, в частности — в Харькове и Саратове.

## История и идеология
Документов о деятельности общества почти не сохранилось. Участники движения исходили из убеждения, что единственным олицетворением демократии и равенства может служить только нагота. В 1922 году в Москве проводились вечера Обнажённого тела, позднее проводились шествия в Москве и Харькове. Члены общества ходили по Москве совершенно нагими или надевали лишь ленту через плечо с надписью «Долой стыд!».
Ряд исследователей воспринимает историю создания этого общества как очередной этап разрушения в раннем советском обществе традиционного идеала маскулинности, логично последовавший за упадком религиозности, декриминализацией гомосексуальности и абортов, а также признанием фактических браков и заявленным стремлением к обеспечению равенства полов. Писательница Н. В. Баранская в своих мемуарах связала возникновение общества с политикой официальных властей, стремившихся изжить в людях чувство стыда как проявление ханжества.
В декабре 1925 года на XIV съезде ВКП(б) Н. И. Бухарин в рамках кампании против оппозиции Г. Е. Зиновьева подверг критике моральное разложение молодёжи, назвав в числе примеров такой деградации деятельность общества «Долой стыд». По воспоминаниям Варлама Шаламова, нарком здравоохранения Н. А. Семашко выступил со статьёй в «Известиях» о вредных последствиях для здоровья практики хождения без одежды в большом северном городе. Милиция стала решительно пресекать акции общества и добилась полного их прекращения.

## В искусстве
Общество «Долой стыд» упоминается в романе Л. И. Гумилевского «Собачий переулок» (Собачий переулок: Роман. М.; Л.: Молодая гвардия, 1927 (по факту 1926); Рига: Грамату драугс, 1928. (Б-ка новейшей лит.; Т. XXIV)), в книге Ирины Муравьёвой «Мы простимся на мосту», в фельетоне Евгения Петрова 1924 года «Идейный Никудыкин».
В 1994 году украинский режиссёр А. И. Муратов снял художественный фильм «Долой стыд!» по мотивам повести Миколы Хвылевого «Сентиментальная история», рассказывающий о судьбе романтичной провинциальной девушки, приехавшей в Москву в разгар НЭПа.

## В мемуарах
А. Р. Трушнович (один из руководителей НТС) так упоминает об обществе в своей книге «Воспоминания корниловца (1914—1934)»:

В 1922 году я несколько раз присутствовал на выступлениях общества «Долой стыд». Совершенно голый, украшенный только лентой с надписью «Долой стыд», оратор на площади Краснодара кричал с трибуны:
— Долой мещанство! Долой поповский обман! Мы, коммунары, не нуждаемся в одежде, прикрывающей красоту тела! Мы дети солнца и воздуха!
Проходя там вечером, я увидел поваленную трибуну, «сына солнца и воздуха» избили. В другой раз мы с женой видели, как из трамвая, ругаясь и отплёвываясь, выскакивает публика. В вагон ввалилась группа голых «детей солнца и воздуха», и возмущённые люди спасались от них бегством. Опыт не удался, выступления апостолов советской морали вызвали такое возмущение, что властям пришлось прекратить это бесстыдство.
— Трушнович А. Р. Воспоминания корниловца (1914—1934)